# Adhémar d'Alès
Adhémar d'Alès (Orléans, 1861 – Parigi, 1938) è stato un teologo e gesuita francese.
Professore universitario a Parigi, fu autore di diverse monografie su autori cristiani (la più riuscita su Sigebert di Gembloux).
Diresse per lungo tempo il Dictionnaire apologétique de la foi catholique.